# Episodi di Falcon Crest (terza stagione)
La terza stagione della serie televisiva Falcon Crest, composta da 28 episodi, è stata trasmessa negli Stati Uniti dal canale CBS dal 30 settembre 1983 al 18 maggio 1984, posizionandosi al 7º posto nei rating Nielsen di fine anno con il 22,0% di penetrazione e con una media superiore ai 18 milioni di spettatori.
In Italia, è andata in onda su Canale 5 (fino al 3 giugno 1986) e su Rete 4 (a partire dal 18 settembre 1986).
Il cast regolare di questa stagione è formato da: Jane Wyman (Angela Channing), Robert Foxworth (Chase Gioberti), Susan Sullivan (Maggie Gioberti), Lorenzo Lamas (Lance Cumson), David Selby (Richard Channing), William R. Moses (Cole Gioberti), Abby Dalton (Julia Cumson), Mel Ferrer (Phillip Erikson), Margaret Ladd (Emma Channing), Ana Alicia (Melissa Agretti Cumson).
| nº | Titolo originale      | Titolo italiano             | Prima TV USA      | Prima TV Italia   |
| -- | --------------------- | --------------------------- | ----------------- | ----------------- |
| 1  | Cimmerean Dawn        | Alba tenebrosa              | 30 settembre 1983 |                   |
| 2  | Penumbra              | Senza tregua                | 7 ottobre 1983    | 10 dicembre 1985  |
| 3  | Conspiracy            | A carte scoperte            | 14 ottobre 1983   |                   |
| 4  | Partners              | Nuove alleanze              | 21 ottobre 1983   |                   |
| 5  | Judge and Jury        | Un'amicizia interessata     | 28 ottobre 1983   | 11 febbraio 1986  |
| 6  | The Wages of Sin      | Il prezzo della colpa       | 4 novembre 1983   |                   |
| 7  | The Last Laugh        | L'ultima beffa              | 11 novembre 1983  | 25 febbraio 1986  |
| 8  | Solitary Confinement  | Con il cuore in gola        | 18 novembre 1983  | 4 marzo 1986      |
| 9  | Chameleon Charades    | La strategia del camaleonte | 25 novembre 1983  | 11 marzo 1986     |
| 10 | Double Dealing        | Doppia trattativa           | 2 dicembre 1983   | 18 marzo 1986     |
| 11 | The Betrayal          | Dose letale                 | 9 dicembre 1983   | 25 marzo 1986     |
| 12 | Coup d'état           | Colpo grosso                | 16 dicembre 1983  | 1º aprile 1986    |
| 13 | No Trespassing        | Il referendum               | 23 dicembre 1983  |                   |
| 14 | Sport of Kings        | Vincitori e vinti           | 6 gennaio 1984    |                   |
| 15 | Queen's Gambit        | Scacco alla regina          | 13 gennaio 1984   | 29 aprile 1986    |
| 16 | Bitter Harvest        | Vendemmia amara             | 20 gennaio 1984   | 13 maggio 1986    |
| 17 | Power Play            | Altalena di prove           | 3 febbraio 1984   | 20 maggio 1986    |
| 18 | Changing Times        | Prima pagina                | 10 febbraio 1984  | 27 maggio 1986    |
| 19 | The Aftermath         | L'erede                     | 17 febbraio 1984  | 3 giugno 1986     |
| 20 | Tests of Faith        | Il prezzo della fiducia     | 24 febbraio 1984  | 18 settembre 1986 |
| 21 | Little Boy Blue       | Il baratto                  | 9 marzo 1984      | 25 settembre 1986 |
| 22 | The Gathering Storm   | Il tempo stringe            | 16 marzo 1984     | 2 ottobre 1986    |
| 23 | The Final Countdown   | Conto alla rovescia         | 23 marzo 1984     | 9 ottobre 1986    |
| 24 | Love's Triumph        | Trionfo dell'amore          | 6 aprile 1984     | 16 ottobre 1986   |
| 25 | Win, Place and Show   | L'attentato                 | 13 aprile 1984    | 23 ottobre 1986   |
| 26 | For Better, for Worse | Nel bene e nel male         | 4 maggio 1984     | 30 ottobre 1986   |
| 27 | The Avenger           | L'ultima follia             | 11 maggio 1984    | 6 novembre 1986   |
| 28 | Ashes to Ashes        | Il viaggio                  | 18 maggio 1984    | 13 novembre 1986  |

## Alba tenebrosa
- Titolo originale: Cimmerean Dawn
- Diretto da: Harry Harris
- Scritto da: Robert McCullough

### Trama
Al cimitero di Tuscany Valley è in corso un funerale che influenzerà drasticamente la vita di tutti gli abitanti di Falcon Crest. Dopo aver ammesso l'omicidio di Carlo Agretti, Julia estrae una pistola, ferisce gravemente Chase e ferisce mortalmente sua madre Jacqueline. Al funerale di Jacqueline, appare per la prima volta il cugino di Chase, il dottor Michael Ranson, che viene accolto in casa Gioberti. In prigione, Julia si oppone ai tentativi di Angela di aiutarla a dimostrare la sua innocenza, ritenendo che la prigione sia meglio che vivere sotto il controllo tirannico di sua madre. Lance insegue febbrilmente Melissa, che è inorridita dal fatto che la madre di Lance abbia ucciso suo padre e che giura di non perdonare mai nessuno dei Channing. In ospedale, Chase esce finalmente dal coma, ma scopre che il proiettile conficcato nella spina dorsale lo ha lasciato paralizzato.
- Altri interpreti: Jamie Rose (Vickie Gioberti Hogan), Cliff Robertson (Michael Ranson), Chao Li Chi (Chao Li Chi), Sarah Douglas (Pamela Lynch), Carlos Romero (Carlo Agretti), Raymond St. Jacques (Dr. Arthur Hooks), Bob Curtis (Padre Bob), Ron Rifkin (Hal Lantry)

## Senza tregua
- Titolo originale: Penumbra
- Diretto da: Gwen Arner
- Scritto da: Robert McCullough

### Trama
- Altri interpreti: Jamie Rose (Vickie Gioberti Hogan), Cliff Robertson (Michael Ranson), Chao Li Chi (Chao Li Chi), Roy Thinnes (Nick Hogan), Katherine Justice (Sheila Hogan), Mary Kate McGeehan (Linda Caproni), Raymond St. Jacques (Dr. Arthur Hooks), Ron Rifkin (Hal Lantry), Jason Goldberg (Joseph Cumson)

## A carte scoperte
- Titolo originale: Conspiracy
- Diretto da: Harry Harris
- Scritto da: Garner Simmons

### Trama
- Altri interpreti: Cliff Robertson (Michael Ranson), Chao Li Chi (Chao Li Chi), Sarah Douglas (Pamela Lynch), Carlos Romero (Carlo Agretti), Mary Kate McGeehan (Linda Caproni), Raymond St. Jacques (Dr. Arthur Hooks), Ron Rifkin (Hal Lantry), Harry Basch (Vince Caproni), Richard Venture (John Osborne), Jason Goldberg (Joseph Cumson)

## Nuove alleanze
- Titolo originale: Partners
- Diretto da: Gwen Arner
- Scritto da: Garner Simmons

### Trama
- Altri interpreti: Jamie Rose (Vickie Gioberti Hogan), Cliff Robertson (Michael Ranson), Chao Li Chi (Chao Li Chi), Sarah Douglas (Pamela Lynch), Mary Kate McGeehan (Linda Caproni), Raymond St. Jacques (Dr. Arthur Hooks), Ron Rifkin (Hal Lantry), Thomas Callaway (Otto Foster), Joe Lambie (Sceriffo Dan Robbins)

## Un'amicizia interessata
- Titolo originale: Judge and Jury
- Diretto da: Harry Harris
- Scritto da: Ernie Wallengren

### Trama
- Altri interpreti: Cliff Robertson (Michael Ranson), Chao Li Chi (Chao Li Chi), Sarah Douglas (Pamela Lynch), Mary Kate McGeehan (Linda Caproni), Richard Venture (John Osborne), Jason Goldberg (Joseph Cumson), Woody Eney (D.A. Hawkins), James Ray (Giudice Frank Leeds), Ed Vasgersian (Paul Espinoza)

## Il prezzo della colpa
- Titolo originale: The Wages of Sin
- Diretto da: Gwen Arner
- Scritto da: Ernie Wallengren

### Trama
- Altri interpreti: Cliff Robertson (Michael Ranson), Chao Li Chi (Chao Li Chi), Sarah Douglas (Pamela Lynch), Mary Kate McGeehan (Linda Caproni), Raymond St. Jacques (Dr. Arthur Hooks), Ron Rifkin (Hal Lantry), Richard Venture (John Osborne), Woody Eney (D.A. Hawkins), James Ray (Giudice Frank Leeds)

## L'ultima beffa
- Titolo originale: The Last Laugh
- Diretto da: Harry Harris
- Scritto da: Stephen Black e Henry Stern

### Trama
- Altri interpreti: Cliff Robertson (Michael Ranson), Chao Li Chi (Chao Li Chi), Mary Kate McGeehan (Linda Caproni), Raymond St. Jacques (Dr. Arthur Hooks), Harry Basch (Vince Caproni), Richard Venture (John Osborne), Jason Goldberg (Joseph Cumson), James O'Sullivan (Harrison Wulf), John H. Fields (Ralph Delaney), Victoria Racimo (Corene Powers)

## Con il cuore in gola
- Titolo originale: Solitary Confinements
- Diretto da: Gwen Arner
- Scritto da: Stephen Black e Henry Stern

### Trama
- Altri interpreti: Cliff Robertson (Michael Ranson), Laura Johnson (Terry Hartford), Chao Li Chi (Chao Li Chi), Sarah Douglas (Pamela Lynch), Mary Kate McGeehan (Linda Caproni Gioberti), Raymond St. Jacques (Dr. Arthur Hooks), Ron Rifkin (Hal Lantry), Harry Basch (Vince Caproni), Jason Goldberg (Joseph Cumson), John H. Fields (Ralph Delaney), Victoria Racimo (Corene Powers), Fran Ryan (Cass), Tina Andrews (Valerie), Sally Kirkland (Ella)

## La strategia del camaleonte
- Titolo originale: Chameleon Charades
- Diretto da: Harry Harris
- Scritto da: Robert McCullough

### Trama
- Altri interpreti: Cliff Robertson (Michael Ranson), Laura Johnson (Terry Hartford), Chao Li Chi (Chao Li Chi), Sarah Douglas (Pamela Lynch), Mary Kate McGeehan (Linda Caproni Gioberti), Ron Rifkin (Hal Lantry), Harry Basch (Vince Caproni), Victoria Racimo (Corene Powers), Tina Andrews (Valerie), Leonard Stone (Harrison Albright), Branscombe Richmond (Ernie), Joe Lambie (Sceriffo Dan Robbins)

## Doppia trattativa
- Titolo originale: Double Dealing
- Diretto da: Gwen Arner
- Scritto da: Robert McCullough

### Trama
- Altri interpreti: Cliff Robertson (Michael Ranson), Laura Johnson (Terry Hartford), Chao Li Chi (Chao Li Chi), Sarah Douglas (Pamela Lynch), Mary Kate McGeehan (Linda Caproni Gioberti), Richard Venture (John Osborne), Ron Rifkin (Hal Lantry), Victoria Racimo (Corene Powers), Tina Andrews (Valerie), Joe Lambie (Sceriffo Dan Robbins)

## Dose letale
- Titolo originale: The Betrayal
- Diretto da: Harry Harris
- Scritto da: Ernie Wallengren

### Trama
- Altri interpreti: Cliff Robertson (Michael Ranson), Laura Johnson (Terry Hartford), Chao Li Chi (Chao Li Chi), Sarah Douglas (Pamela Lynch), Mary Kate McGeehan (Linda Caproni Gioberti), Sally Kirkland (Ella), Ron Rifkin (Hal Lantry), Victoria Racimo (Corene Powers), Tina Andrews (Valerie), Burke Byrnes (Joel Sharp), Joe Lambie (Sceriffo Dan Robbins), H.M. Wynant (Ispettore Diggs), Dale Tarter (Neil Ackerman), Daphne Ashbrook (Leslie Perkins), John X. Heart (Kellner)

## Colpo grosso
- Titolo originale: Coup d'état
- Diretto da: Gwen Arner
- Scritto da: Ernie Wallengren

### Trama
- Altri interpreti: Cliff Robertson (Michael Ranson), Laura Johnson (Terry Hartford), Sarah Douglas (Pamela Lynch), Mary Kate McGeehan (Linda Caproni Gioberti), Victoria Racimo (Corene Powers), Tina Andrews (Valerie), Burke Byrnes (Joel Sharp), Joe Lambie (Sceriffo Dan Robbins), Harry Basch (Vince Caproni), Thomas Callaway (Otto Foster), Jason Goldberg (Joseph Cumson)

## Il referendum
- Titolo originale: No Trespassing
- Diretto da: Joseph Manduke
- Scritto da: Stephen Black e Henry Stern

### Trama
- Altri interpreti: Cliff Robertson (Michael Ranson), Laura Johnson (Terry Hartford), Chao Li Chi (Chao Li Chi), Sarah Douglas (Pamela Lynch), Mary Kate McGeehan (Linda Caproni Gioberti), Roger Perry (John Costello), John Carter (Max Hartman), Joe Lambie (Sceriffo Dan Robbins), Harry Basch (Vince Caproni), Thomas Callaway (Otto Foster), Marsha Haynes (Michelle Walters), Mark Thomas (Jonathan Lake), Wiley Harker (Sam)

## Vincitori e vinti
- Titolo originale: Sport of Kings
- Diretto da: Larry Elikann
- Scritto da: Robert McCullough e Ernie Wallengren

### Trama
- Altri interpreti: Cliff Robertson (Michael Ranson), Laura Johnson (Terry Hartford), Chao Li Chi (Chao Li Chi), Sarah Douglas (Pamela Lynch), Mary Kate McGeehan (Linda Caproni Gioberti), Roger Perry (John Costello), John Carter (Max Hartman), Joe Lambie (Sceriffo Dan Robbins), Harry Basch (Vince Caproni), Thomas Callaway (Otto Foster), Al Ruscio (Simon Whittaker), Ken Letner (Spheeris), Matt Landers (Fred)

## Scacco alla regina
- Titolo originale: Queen's Gambit
- Diretto da: Robert Foxworth
- Scritto da: Robert McCullough e Ernie Wallengren

### Trama
- Altri interpreti: Cliff Robertson (Michael Ranson), Laura Johnson (Terry Hartford), Chao Li Chi (Chao Li Chi), Sarah Douglas (Pamela Lynch), Mary Kate McGeehan (Linda Caproni Gioberti), Richard Herd (Calvin Kleeger), Joe Lambie (Sceriffo Dan Robbins), Thomas Callaway (Otto Foster), Al Ruscio (Simon Whittaker), Ken Letner (Spheeris), Edwin Owens (Dott. Parker), Liam Sullivan (Sig. Plenn)

## Vendemmia amara
- Titolo originale: Bitter Harvest
- Diretto da: Larry Elikann
- Scritto da: Stephen Black e Henry Stern

### Trama
- Altri interpreti: Cliff Robertson (Michael Ranson), Laura Johnson (Terry Hartford), Chao Li Chi (Chao Li Chi), Sarah Douglas (Pamela Lynch), Mary Kate McGeehan (Linda Caproni Gioberti), Harry Basch (Vince Caproni), Joe Lambie (Sceriffo Dan Robbins), Jason Goldberg (Joseph Cumson), Frank Schuller (Andrew Levitt), Ken Letner (Spheeris)

## Altalena di prove
- Titolo originale: Power Play
- Diretto da: Mel Ferrer
- Scritto da: Greg Strangis

### Trama
- Altri interpreti: Cliff Robertson (Michael Ranson), Laura Johnson (Terry Hartford), Chao Li Chi (Chao Li Chi), Sarah Douglas (Pamela Lynch), Mary Kate McGeehan (Linda Gioberti), Harry Basch (Vince Caproni), Jason Goldberg (Joseph Cumson), Ken Letner (Spheeris), Thomas Callaway (Dott. Otto Foster), Liam Sullivan (Mr. Plenn), Momo Yashima (LeAnn), J. Víctor López (Paul), Richard Partlow (Baliff)

## Prima pagina
- Titolo originale: Changing Times
- Diretto da: Michael Preece
- Scritto da: Richard Freiman

### Trama
- Altri interpreti: Cliff Robertson (Michael Ranson), Laura Johnson (Terry Hartford), Chao Li Chi (Chao Li Chi), Sarah Douglas (Pamela Lynch), Mary Kate McGeehan (Linda Gioberti), Jason Goldberg (Joseph Cumson), Ken Letner (Spheeris), Thomas Callaway (Dott. Otto Foster)

## L'erede
- Titolo originale: The Aftermath
- Diretto da: Barbara Peeters
- Scritto da: Ann Marcus e Ernie Wallengren

### Trama
- Altri interpreti: Cliff Robertson (Michael Ranson), Laura Johnson (Terry Hartford), Chao Li Chi (Chao Li Chi), Sarah Douglas (Pamela Lynch), Mary Kate McGeehan (Linda Gioberti), Jason Goldberg (Joseph Cumson), Sandy Ward (Ron Lafferty), Thomas Callaway (Dott. Otto Foster)

## Il prezzo della fiducia
- Titolo originale: Tests of Faith
- Diretto da: Reza Badiyi
- Scritto da: Robert McCullough e Garner Simmons

### Trama
- Altri interpreti: Cliff Robertson (Michael Ranson), Laura Johnson (Terry Hartford), Chao Li Chi (Chao Li Chi), Sarah Douglas (Pamela Lynch), Mary Kate McGeehan (Linda Gioberti), Jason Goldberg (Joseph Cumson), Jordan Charney (Norton Crane), Ken Letner (Spheeris), Claudia Christian (Kate Mars), Jane A. Rogers (Karen Winslow)

## Il baratto
- Titolo originale: Little Boy Blue
- Diretto da: Harry Harris
- Scritto da: Claire Whitaker

### Trama
- Altri interpreti: Cliff Robertson (Michael Ranson), Laura Johnson (Terry Hartford), Chao Li Chi (Chao Li Chi), Sarah Douglas (Pamela Lynch), Mary Kate McGeehan (Linda Gioberti), Geoffrey Lewis (Lucas Crosby), Jason Goldberg (Joseph Cumson), Ken Letner (Spheeris), Jeff Doucette (J. C. Fillmore), Jack Betts (Dott. Roderick), Jane A. Rogers (Karen Winslow)